# Abraxas sesquilineata
Abraxas sesquilineata là một loài bướm đêm trong họ Geometridae.